# Pahtasaari (ö i Tornedalen, lat 66,52, long 24,20)
Pahtasaari är en ö i Finland. Den ligger i sjön Torasjärvi och i kommunen Övertorneå i den ekonomiska regionen  Tornedalens ekonomiska region  och landskapet Lappland, i den norra delen av landet, 700 km norr om huvudstaden Helsingfors. Öns area är 0,1 hektar och dess största längd är 60 meter i öst-västlig riktning.